# James Williams (Leichtathlet)
James Williams (* 1. Oktober 1991) ist ein britischer Leichtathlet, der sich auf den Sprint spezialisiert hat.

## Sportliche Laufbahn
Erste internationale Erfahrungen sammelte James Williams im Jahr 2021, als er bei den Halleneuropameisterschaften in Toruń im 400-Meter-Lauf bis ins Halbfinale gelangte und dort mit 46,94 s ausschied. Zudem gewann er mit der britischen 4-mal-400-Meter-Staffel in 3:06,70 min gemeinsam mit Joe Brier, Owen Smith und Lee Thompson die Bronzemedaille hinter den Teams aus den Niederlanden und Tschechien. Anfang Mai verpasste er bei den World Athletics Relays im polnischen Chorzów mit 3:10,63 min den Finaleinzug.
2020 wurde Williams britischer Hallenmeister im 400-Meter-Lauf.

## Persönliche Bestleistungen
- 100 Meter: 10,35 s (+0,4 m/s), 19. August 2020 in Nuneaton
  - 60 Meter (Halle): 6,77 s, 11. Januar 2020 in Sheffield
- 200 Meter: 20,90 s (+0,3 m/s), 30. Mai 2018 in La Chaux-de-Fonds
  - 200 Meter (Halle): 21,40 s, 28. Januar 2018 in Sheffield
- 400 Meter: 47,67 s, 6. Juli 2013 in Eton
  - 400 Meter (Halle): 46,60 s, 21. Februar 2021 in Manchester